# Vaccinium sparsum
Vaccinium sparsum är en ljungväxtart som beskrevs av Herman Otto Sleumer. Vaccinium sparsum ingår i Blåbärssläktet, och familjen ljungväxter. Inga underarter finns listade i Catalogue of Life.